# Paul Permeke
Paul Permeke (Sidford (Devon), 20 oktober 1918 – Brugge, 11 mei 1990) was een Belgisch figuratief postimpressionistisch kunstschilder.

## Achtergrond
Permeke behoorde tot een kunstzinnige familie. Hij was de zoon van de kunstschilder Constant Permeke en Marie Delaere, die als oorlogsvluchtelingen verbleven in Sidford, en kleinzoon van de kunstschilder Henri Permeke. Ook was hij was neef van de kunstfotograaf Maurice Antony, die het gezin van Constant Permeke (en de jonge Paul Permeke) diverse keren fotografeerde tijdens het interbellum. Hij was ook de neef van Emiel Veranneman, kunstcriticus en meubelontwerper. Paul Permeke heeft drie kinderen, Mark, Cathy en zoon Paul die ook schildert en beelhouwt. Zijn broer John Permeke (overleden 1993) manifesteerde zich als kunstschilder en diens zoon James Permeke (Joopie) (geboren 1938) is beeldhouwer.

## Levensloop
Als kind woonde Permeke kort in Engeland, want al in 1919 gingen zijn ouders naar Oostende terug, waar ze op diverse adressen woonden alvorens naar hun in 1929-1930 gebouwde woning met atelier in Jabbeke te verhuizen (nu Provinciaal Museum Constant Permeke).
Permeke was autodidact. Na meningsverschillen met zijn vader over zijn toekomst en opleiding tot kunstschilder vertrok hij op zestienjarige leeftijd uit het ouderlijke huis. Hij leefde korte tijd in Lausanne en keerde uiteindelijk terug naar België, waar hij in Dudzele samen met twee bevriende kunstenaars, Rik Slabbinck en Luc Peire, een soort schildergemeenschap vormde met als naam "Het Luizengevecht'. Dit trio hield één jaar stand. In 1937 verhuisde hij naar Snellegem (in de buurt van Jabbeke). Tijdens de Tweede Wereldoorlog kwam hij in problemen omwille van het feit dat hij in Engeland was geboren en het "Engels staatsburgerschap" had. Hij werd hierom in Duitsland geïnterneerd. In de jaren 50 verbleef hij langere tijd in Spanje en Portugal, in Parijs en in Zuid-Frankrijk. Uiteindelijk kwam hij in 1960 in Westkapelle wonen.

## Oeuvre en stijl
Permeke schilderde figuratief en verwerkte invloeden van het expressionisme, het impressionisme, meer specifiek elementen van James Ensor, Marc Chagall en Bernard Buffet. Hij schilderde met een uitgesproken coloriet volkse taferelen: stads- en dorpsgezichten, boerentaferelen, circusartiesten en variétékunstenaars, fantasietaferelen, carnavals- en strandscènes. Na zijn verblijf in de zuidelijke landen verhelderde zijn palet. Zijn werk wordt als toegankelijke salonkunst beschouwd: wellicht kwamen vele galeriebezoekers destijds onder de indruk van de signatuur "Permeke", maar een blijvende "indruk" heeft zijn kunst niet nagelaten.

## Tentoonstellingen
- 1945. Eerste tentoonstelling (in Brussel)
- 1978. Retrospectieve in Brugge (’t Leerhuys)
- 1982. Oostende (Ostend Antiques Market)
- 1991. Antwerpen, Permeke-Motors.
- Quasi jaarlijks een eenmanstentoonstelling in Damme.

## Musea
- Antwerpen, Koninklijk Museum voor Schone Kunsten
- Oostende, Mu.ZEE (Kunstmuseum aan Zee)

- Gemeinsame Normdatei: 174307802
- International Standard Name Identifier: 0000 0003 9739 5637
- Nederlandse Thesaurus van Auteursnamen: 072091002
- RKD-Nederlands Instituut voor Kunstgeschiedenis: 62717
- Union List of Artist Names: 500162187
- Virtual International Authority File: 15332345
- WorldCat: E39PBJgcYmTT6yCVBGjhCbCWjC